# Bolitoglossa chica
Bolitoglossa chica là một loài kỳ giông trong họ Plethodontidae.
Nó là loài đặc hữu của Ecuador.
Môi trường sống tự nhiên của chúng là các khu rừng ẩm ướt đất thấp nhiệt đới hoặc cận nhiệt đới.
Nó bị đe dọa do mất môi trường sống.